# Familia Guideschi
Familia Guideschi (familia Guideștilor; de asemenea, Guidoni, Vitone sau Widonids (în limba franceză: Widonides, în limba germană: Guidonen sau Widonen) a fost o familie italiană de origine francă, proeminentă în secolul al IX-lea.
Familia Guideștilor descindea din Guy de Nantes, provenind din Austrasia. Este vorba de o familie cu tendințe agresive, care și-a extins baza de putere în detrimentul Statului papal, fiind mereu loiali Imperiului Carolingian și niciodată Papalității. Familia era înrudită cu carolingienii pe linie feminină.
Primul membru al familiei care s-a făcut remarcat a fost fiul Lambert, Guy I, care, ca și tatăl său, a devenit duce de Spoleto sub numele de Vito di Spoleto, fiind numit de către împăratul Lothar I în 842. El a fost activ în Lotharingia și în Italia și s-a căsătorit cu o longobardă, Itta (sau Itana), fiică a principelui Sico I de Benevento. Descendenți ai săi au continuat să domnească în Spoleto până în 897. 
Cei mai renumiți membri ai familiei Guideschilor au fost Guy al III-lea și fiul său Lambert al II-lea, ambii devenind regi ai Italiei și împărați romani. La rândul său, Guy al IV-lea de Spoleto a devenit și principe de Benevento. Un alt membru, Fulk "Venerabilul", a devenit arhiepiscop de Reims, ajutându-l pe Guy al III-lea să emită pretenții la tronul Franței.